# Modelo de superficie de nueve unidades
El modelo de superficie de nueve unidades (del inglés: nine unit landsurface model) es un esquema usado para entender la dinámica geomorfológica y de los suelos en un relieve con pendiente. El modelo fue dado a conocer por primera vez en una publicación científica de 1968 por Dalrymple, Blong y Conacher. En el modelo la unidad 1 es la divisoria de agua del interfluvio local, o en breve "el interfluvio". La unidad 2 es la "pendiente de infiltración", la unidad 3 es la "pendiente convexa de reptación" y la unidad 4 es la "pared de caída" aunque esta puede estar ausente en muchas pendientes. La unidad 5 es la "unidad de transporte de mesopendiente" (la mitad de la pendiente). La unidad 6 es pie de pendiente de coluvio, la unidad 7 el piemonte de aluvión, la unidad 8 la "pared del canal" fluvial y la unidad 9 el "lecho del canal". El modelo destaca por incorporar aspectos del drenaje y la redeposicón de suelo al entendimiento de la  pedología geomórfica.